# Daniel Noboa

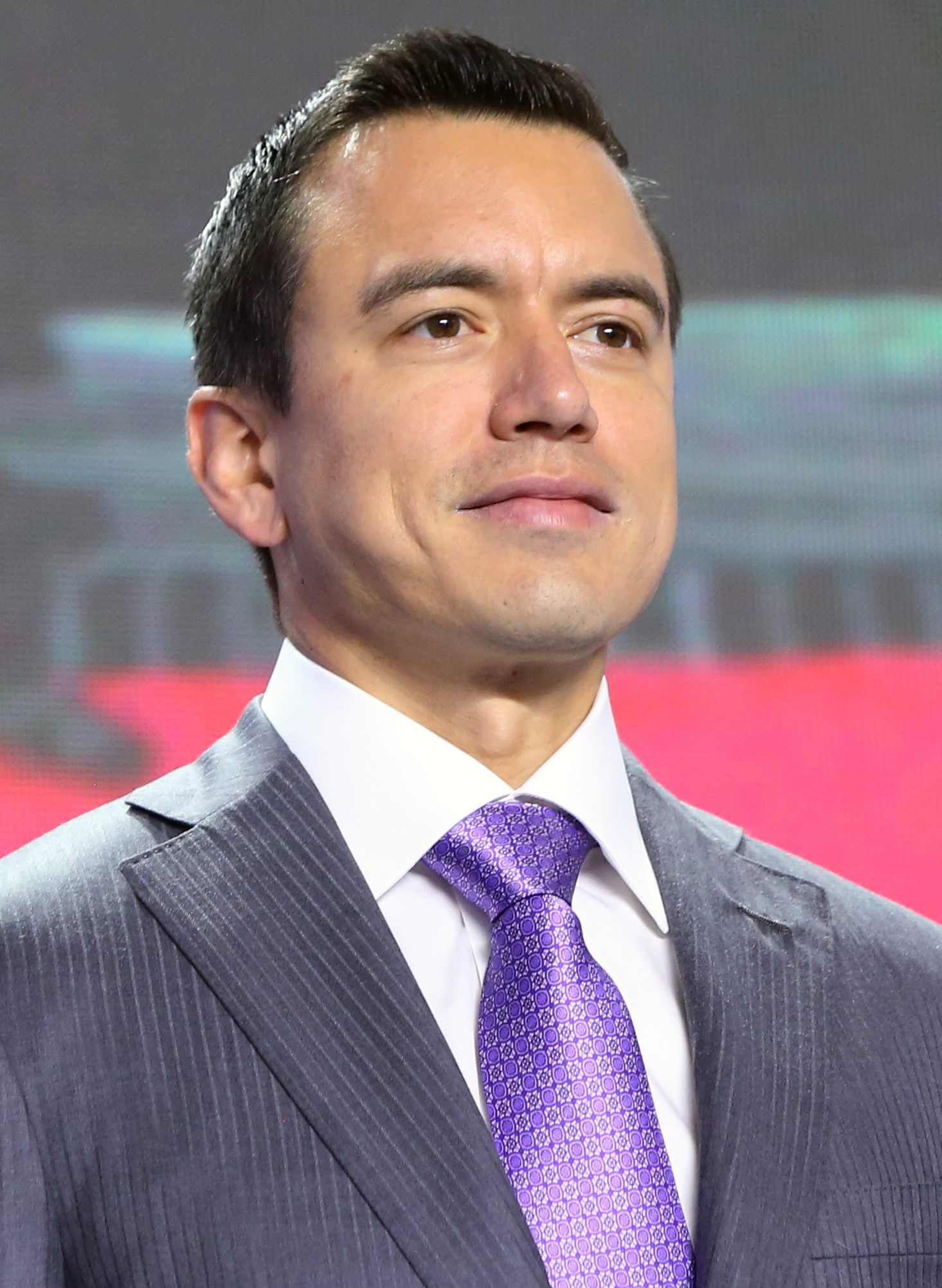
Daniel Noboa, 2024

Daniel Roy Gilchrist Noboa Azín (* 30. November 1987 in Miami, Florida, USA) ist ein ecuadorianischer Politiker und Unternehmer in der Bananenindustrie. Von 2021 bis 2023 war er Mitglied der Nationalversammlung von Ecuador. Am 15. Oktober 2023 wurde er in einer Stichwahl zum Präsidenten von Ecuador gewählt und übernahm das Amt am 23. November 2023.

## Leben
Daniel Roy Gilchrist Noboa Azín wurde am 30. November 1987 im US-amerikanischen Miami geboren, wuchs aber in Guayaquil auf. Er ist der Sohn des Geschäftsmannes und Politikers Álvaro Noboa und der Ärztin Anabella Azín. Die Corporación Noboa seines Vaters ist ein Exporteur von Bananen. Sie ist (Stand 2022) einer der drei größten Bananenvermarkter des Landes. Sein Vater war 1998, 2002, 2006, 2009 und 2013 mit einem rechtspopulistischen Programm erfolglos als Präsidentschaftskandidat angetreten. Noboa besuchte die Deutsche Humboldtschule Guayaquil. Nach seinem Studium an der Stern School of Business (New York City) erwarb er 2010 einen Abschluss in Betriebswirtschaftslehre. Später absolvierte er ein Master-Studium in Business Administration an der Kellogg School of Management in Evanston, Illinois. Im Jahr 2020 erlangte er an der Harvard University einen Master-Abschluss in öffentlicher Verwaltung. Anschließend erwarb er 2022 an der George Washington University einen Master-Abschluss in politischer Kommunikation und strategischer Regierung.
Im Alter von 18 Jahren gründete er sein eigenes Unternehmen, die DNA Entertainment Group, die sich der Organisation von Veranstaltungen widmet. Er war Direktor für Logistik und von 2010 bis Juni 2018 Direktor für Handel und Logistik bei der Corporación Noboa.

### Einstieg in die Politik

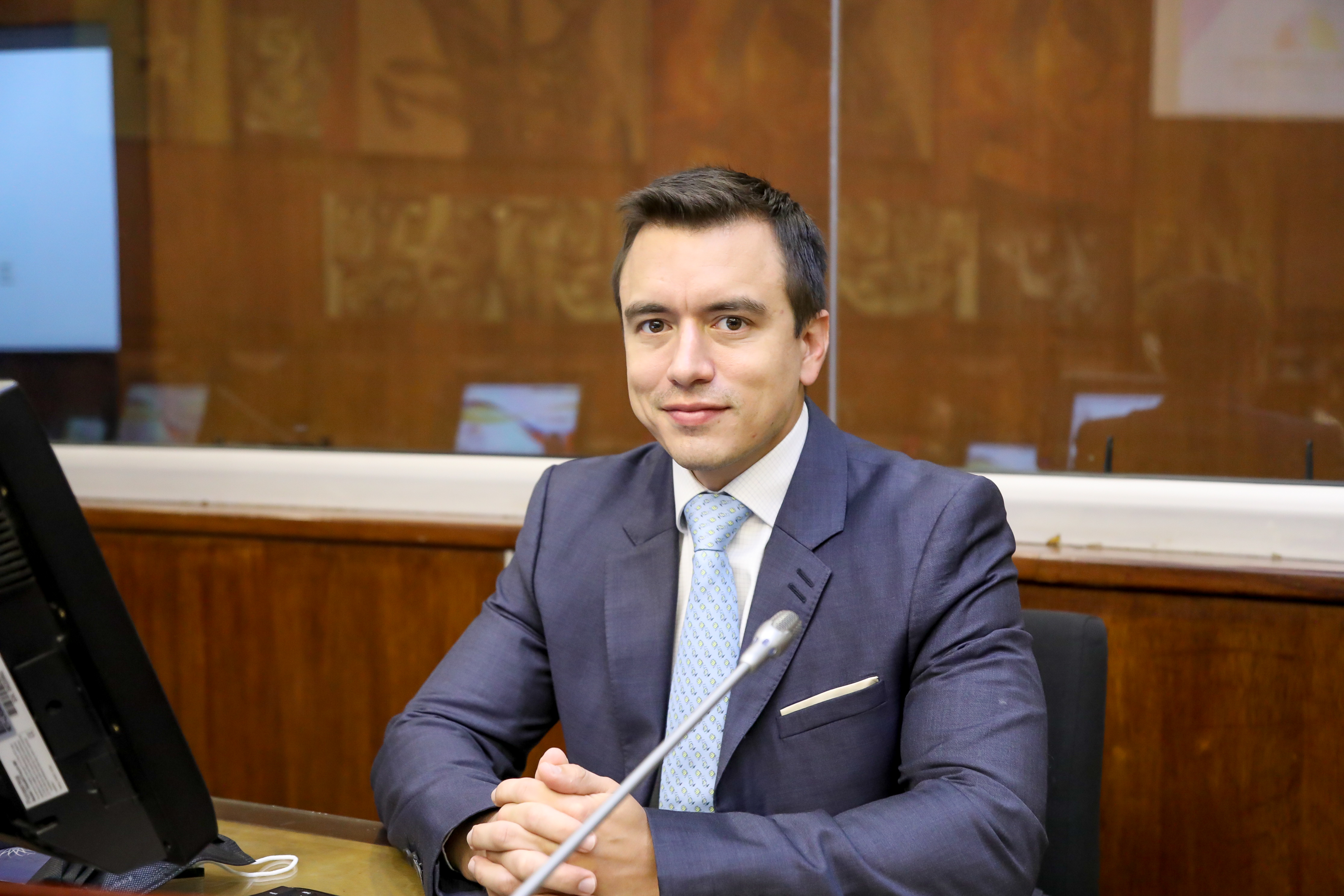
Noboa im April 2022

Noboa wurde bei den Parlamentswahlen 2021 für die politische Bewegung Ecuatoriano Unido als Vertreter von Santa Elena in die Nationalversammlung gewählt. Er wurde am 14. Mai desselben Jahres in sein Amt eingeführt. Im selbigen Mai wurde er ebenfalls Präsident der Kommission für die Entwicklung von Wirtschaft, Produktion und Kleinstunternehmen. Seine politische Ausrichtung wurde als Mitte und Mitte-rechts beschrieben.
Im März 2023 sprach er sich angesichts der Einreichung und Ablehnung des Investitionsgesetzes der Regierung Guillermo Lasso für die muerte cruzada aus. Dieser in der ecuadorianischen Verfassung von 2008 verankerte Mechanismus sieht im Falle schwerwiegender Verfassungskonflikte vor, dass sich Präsident und Nationalversammlung gegenseitig absetzen können, was zur vorgezogenen Neuwahl beider Staatsorgane führt. Am 17. Mai 2023 rief Lasso die muerte cruzada aus, löste die Nationalversammlung auf und beendete Noboas Amtszeit als Abgeordneter.

### Präsidentschaft ab 2023

Das Abschneiden von Noboa im ersten Wahlgang der Wahlen von 2023

Im Mai 2023, nach der Auflösung des Parlaments, stellte er sich als Kandidat der politischen Bewegung Nationale Demokratische Aktion (Acción Democrática Nacional; ADN) für die Präsidentschaftswahlen im selben Jahr zur Verfügung. Als seine Vizepräsidentin benannte er die Ökonomin Verónica Abad. Im Mittelpunkt seiner Kampagne standen die Schaffung von Arbeitsplätzen, Steuererleichterungen für neu gegründete Unternehmen und die Verschärfung der Strafen für Steuerhinterzieher. Er kündigte zudem an, das Justizsystem des Landes angesichts der zunehmenden Gewalt zu verbessern.
Am 20. August erhielt Noboa im ersten Wahlgang 23,47 % der gültigen Stimmen und zog in die für den 15. Oktober 2023 angesetzte Stichwahl gegen Luisa González ein, was viele angesichts seiner niedrigen Umfragewerte in den Tagen vor der Wahl für eine Überraschung hielten. In der Stichwahl wurde er zum nächsten Präsidenten von Ecuador gewählt. Er wurde am 23. November vereidigt und ist damit mit 35 Jahren der jüngste gewählte Präsident in der Geschichte Ecuadors. Bisher war dies Jaime Roldós, der 1979 mit 38 Jahren das Präsidentenamt übernahm. Noch jünger war mit 29 Jahren bei seinem Amtsantritt 1830 Juan José Flores, der allerdings nicht gewählt, sondern ernannt wurde. Die Amtszeit Noboas wird nur 18 Monate bis zum Ende der für Lasso vorgesehenen Amtszeit im Mai 2025 laufen. Er steht dem Kabinett Noboa vor. 
Im Januar 2024 verhängte Noboa einen Ausnahmezustand über das Land, nachdem sich kriminelle Banden, die insgeheim die Gefängnisse des Landes kontrollieren, der Staatsgewalt widersetzten, einen Gangsterboss befreiten und Aufseher als Geiseln genommen hatten. 
Im April 2024 erklärte Noboa erst die mexikanische Botschafterin zur unerwünschten Person, nachdem der mexikanische Staatspräsident López Obrador angedeutet hatte, dass die Ermordung des Präsidentschaftskandidaten Fernando Villavicencio Noboas Wahlsieg begünstigt habe, ehe Noboa des Weiteren die mexikanische Botschaft von der ecuadorianischen Polizei stürmen ließ, um den dorthin geflüchteten ecuadorianischen Ex-Vizepräsidenten Jorge Glas zu verhaften. Daraufhin ließ López Obrador die diplomatischen Beziehungen zu Ecuador aussetzen. López Obrador verweist darauf, dass Botschaften im völkerrechtlichen Sprachgebrauch unverletzlich seien, und beruft sich auf Art. 22 WÜD.
Bei der Präsidentschafts- und Parlamentswahl in Ecuador 2025 am 9. Februar 2025 erreichte keiner der Kandidaten die absolute Mehrheit der Stimmen: Daniel Noboa erhielt 44,2 % und nur knapp dahinter die Kandidatin des Movimiento Revolución Ciudadana Luisa González mit 44,0 %. Am 13. April 2025 fand die Stichwahl zwischen den beiden Kandidaten statt.
Nach vorläufigen Ergebnissen gewann Daniel Noboa die Stichwahl mit über 55 % der Stimmen. Nach Auszählung von 95 % der Stimmen erhielt Noboa 55,7 % der Stimmen, während Luisa González nur 44,3 % erhielt. Noch am selben Abend weigerte sie sich, das Ergebnis anzuerkennen und prangerte „den groteskesten Wahlbetrug“ an. „Wir werden eine Neuauszählung und die Öffnung der Wahllokale fordern. Wir haben miterlebt, wie der Machtmissbrauch nie nachließ, indem der Nationale Wahlrat für alles Mögliche missbraucht und die Demokratie mit Füßen getreten wurde“, sagte sie von einem Podium vor seinen Anhängern. „Es besteht kein Zweifel, wer die Wahl gewonnen hat“, antwortete Noboa Minuten später. Er steht dem Kabinett Noboa II vor.